# Mus musculoides
Il topo pigmeo subsahariano (Mus musculoides  Temminck, 1853) è un roditore della famiglia dei Muridi diffuso nell'Africa equatoriale.

## Descrizione

### Dimensioni
Roditore di piccole dimensioni, con la lunghezza della testa e del corpo tra 47 e 68 mm, la lunghezza della coda tra 35 e 56 mm, la lunghezza del piede tra 12 e 14,5 mm, la lunghezza delle orecchie tra 8 e 11 mm e un peso fino a 7 g.

### Aspetto
La pelliccia è ruvida e cosparsa di numerose setole grigiastre. Le parti superiori sono bruno-grigiastre, più chiare lungo i fianchi. Le parti inferiori, le zampe e i lati del muso sono bianchi. La linea di demarcazione lungo i fianchi è netta. La coda è più corta della testa e del corpo, è bruno-grigiastra sopra, grigiastra sotto e con 24 anelli di scaglie per centimetro. Le femmine hanno 3 paia di mammelle pettorali e 2 paia inguinali. Il cariotipo è 2n=18-19 FN=36.

## Biologia

### Comportamento
È una specie terricola e notturna. 

## Distribuzione e habitat
Questa specie è diffusa nell'Africa equatoriale dal Senegal alla Tanzania.
Vive nelle savane, nelle praterie e in aree deforestate. Si trova nelle vicinanze di case e in giardini e fattorie.

## Tassonomia
Sono state riconosciute 5 sottospecie:
- M. m. musculoides: Senegal meridionale, Gambia, Guinea centrale e occidentale, Sierra Leone, Liberia, Costa d'Avorio, Ghana, Togo, Benin, Nigeria centrale e meridionale, Mali meridionale, Burkina Faso centrale e meridionale;
- M. m. bellus (Thomas, 1910): Repubblica Centrafricana centrale e occidentale, Repubblica Democratica del Congo settentrionale, Sudan del Sud meridionale, Uganda settentrionale e orientale, Kenya sud-oerientale, Tanzania, Burundi;
- M. m. gratus (Thomas & Wroughton, 1910): Uganda occidentale, Repubblica Democratica del Congo nord-orientale, Ruanda;
- M. m. paulinus (Thomas, 1918): Camerun centrale e meridionale, Gabon, Rio Muni, Congo sud-occidentale;
- M. m. soricoides (Heller, 1914): Kenya sud-occidentale.

## Conservazione
La IUCN Red List, considerato il vasto areale, la popolazione numerosa, la presenza in diverse aree protette e la tolleranza alle modifiche ambientali, classifica M.musculoides come specie a rischio minimo (Least Concern).